# Arrêtez les tambours
Pour plus de détails, voir Fiche technique et Distribution.
Arrêtez les tambours est un film français réalisé par Georges Lautner sorti en 1961. Il s'agit d'une adaptation d'un roman de Richard Prentout, Le Sentier, publié en 1959.
En 1944, dans un petit village du Calvados, au moment du débarquement allié, un avion anglais a été abattu et son pilote, blessé cherche de l’aide sans succès auprès des villageois. Seul le maire, le docteur Leproux, le recueille et le soigne avant de le confier à la Résistance. Mais les Allemands ont vent de l’histoire et arrêtent Leproux. Celui-ci est sauvé par le Major Frantz. Cependant, l’amitié naissante entre ces deux hommes « n’arrête pas les tambours » de la guerre.

## Synopsis
Le docteur Leproux est le maire du village de Courdimanche durant l'Occupation. Humaniste et bon vivant, il aide les maquisards, mais est également en très bonnes relations avec le médecin de la garnison allemande, dont il va voir parfois les blessés. Il entretient une relation amoureuse avec Dany, une jeune maquisarde, et reçoit souvent la visite de sa propre fille, Catherine, hôtesse du médecin-major allemand, et qui doit supporter les avanies qu'elle subit de la part de son mari. Le village subit de temps en temps la visite des avions alliés, et l'alerte est donnée par le tambour du garde-champêtre.
Au cours d'un bombardement, le maire recueille un aviateur anglais, qui a trouvé portes closes dans les autres maisons du village. Obligé de se débarrasser du major allemand qu'il a invité à dîner, il laisse Catherine se faire raccompagner par celui-ci, ce qui ne manque pas de choquer les villageois. Après avoir récupéré chez le maire le pilote, les résistants essuient le feu d'une patrouille qui les a découverts. L'Anglais est tué. Le lendemain, le maire et le garde-champêtre, qui était dans la confidence, sont arrêtés et menacés d'être fusillés. Le médecin allemand témoigne qu'il a passé toute la soirée avec le maire ; celui-ci est alors libéré, même si le major comprend que les accusations étaient fondées. L'Allemand décide de ne plus rendre visite à son « confrère ». Pendant ce temps, il noue une relation plus qu'amicale avec Catherine, ce qui affole et scandalise Germaine, la bonne du maire, médisante et jalouse. Les autres villageois, surtout ceux qui n'ont pour le moment pris aucun risque, ne se gênent pas pour critiquer l'attitude de Catherine, bien qu'ils connaissent bien le caractère de son mari, et celle du maire, qui a tort selon eux d'être trop bons avec les « Boches ». Le docteur apprend tout cela de la bouche de sa bonne ; seul le garde-champêtre, confident du maire dans le soutien aux résistants, le défend contre tous.

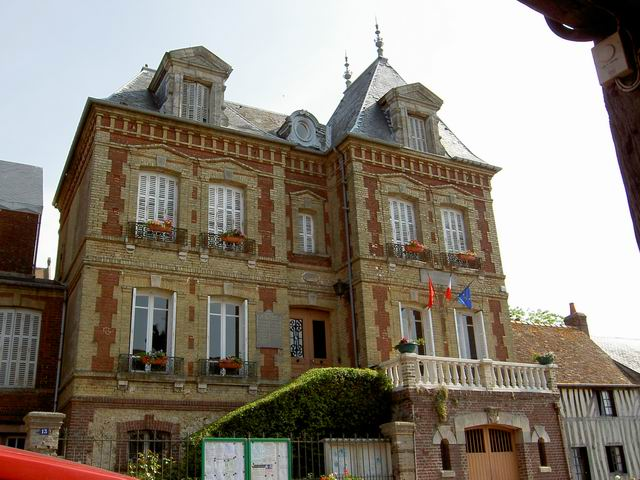
Certaines scènes du film présentent la mairie de Beaumont-en-Auge

Le garde-champêtre, d'ailleurs, finit par rejoindre les rangs des maquisards, au cours du déraillement d'un train qu'il organise. Le débarquement a alors commencé. Malheureusement, il s'agit non pas d'un train de munitions, mais d'un train de la Croix Rouge qui transporte des soldats allemands blessés. Le major requiert alors l'aide de Leproux pour l'aider, et le lendemain la garnison fait ses bagages. Le major dit au revoir à Catherine qui promet de l'attendre. À peine est-il parti que la maison de Catherine est la cible de jets de pierre. Pendant ce temps, les maquisards organisent un guet-apens pour piéger les Allemands sur le départ. Le major tue l'un d'entre eux, avant d'être touché lui-même. Il se réfugie chez Leproux, qui le soigne et le cache comme il l'avait fait pour le pilote anglais. C'en est trop pour Germaine qui lui donne ses 8 jours, et le menace ainsi que sa fille qui les a rejoints. Leproux convainc l'Allemand de partir avec sa fille loin, avec de faux papiers ; le maire, lui, décide de rester, même si Dany le prévient que les résistants ont décidé de se venger autant sur lui que sur sa fille. Confiant dans sa connaissance des maquisards, il décide de rester.
Des parachutistes allemands camouflés infiltrent le village ; Dany est arrêtée et leur dit qu'elle va aider un soldat allemand blessé et recueilli par le maire du village. Peu après, une attaque de ses camarades la délivre, mais elle est tuée en s'enfuyant. Les soldats allemands, après avoir trouvé chez Leproux l'uniforme du médecin, supposent que celui-ci a été tué par les « terroristes ». Devant l'histoire que leur raconte le maire, pourtant la vérité, ils décident de le fusiller sur la grand'place du village. Après l'exécution du docteur, des avions bombardent le village. L'un des soldats allemands, un jeune homme que Leproux avait empêché de tomber avant d'être passé par les armes, tombe à côté du corps du docteur,.

## Fiche technique
- Réalisation : Georges Lautner

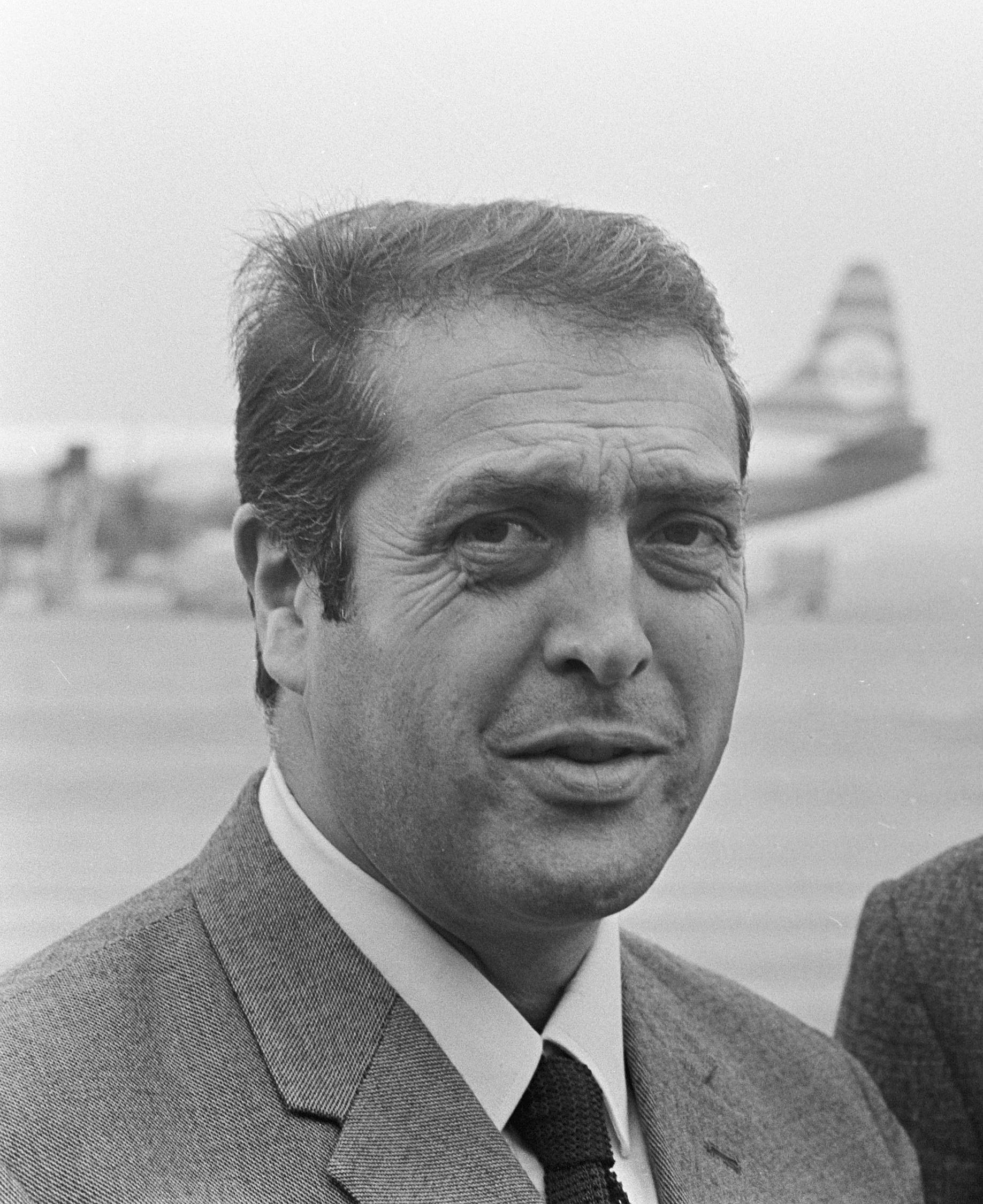
Le réalisateur Georges Lautner.

- Scénario : Pierre Laroche, d'après le roman de Richard Prentout Le Sentier[3].
- Adaptation : Pierre Laroche, Georges Lautner, Richard Prentout
- Dialogues : Pierre Laroche
- Assistants réalisateurs : Claude Vital, Bertrand Blier
- Photographie : Maurice Fellous
- Opérateur : Georges Pastier, assisté de André Broc et Antoine Georgakis
- Son : René Bourdier et René Renault pour le mixage
- Décors : Louis Le Barbenchon, assisté de Albert Rajau
- Montage : Michelle David, assistée de Gina Pignier
- Musique : Georges Delerue (éditions Impéria)
- Chanson : Les filles du dimanche de Pierre Barouh (éditions : André Breton)
- Régisseur général : Daniel Zerki
- Régisseur extérieur : Pierre Lefait
- Accessoiriste : Jean Boulet
- Maquillage : Serge Groffe
- Photographe de plateau : Gérard Brissaud
- Production : Les Films de La Bourdonnaye, Compagnie Lyonnaise de Cinéma
- Directeur de production : Maurice Juven
- Secrétaire de production : Suzanne Chanessian
- Tournage et tirage dans les studios "Franstudio" de Saint-Maurice - Laboratoire Eclair
- Enregistrement : Poste Parisien, studios Marignan
- Pellicule 35 mm, Noir et blanc
- Genre : Film dramatique
- Visa d'exploitation : 36026
- Durée : 108 minutes
- Date de sortie : 1er février 1961
- Affiche : Guy-Gérard Noël (France)

## Distribution
- Bernard Blier : Le docteur Leproux, maire du village
- Lucile Saint-Simon : Catherine Leproux, la fille du maire
- Lutz Gabor : Le major allemand
- Daniel Sorano : Le Toulousain, un résistant
- Anne Doat : Dany, une résistante
- Béatrice Bretty : Germaine, la bonne du maire
- Henri Virlogeux : Le garde-champêtre
- Paulette Dubost : La veuve
- Catherine Le Couey : Mme Gaspard, l'épicière
- Jacques Marin : M. Gaspard, l'épicier
- Jacques Chabassol : Un résistant
- Guy Dakar : Un officier de la 2e D.B
- Christian Melsen : Un Allemand
- Jean Filliez : Un Allemand
- Jean Sylvère : Le blessé mécontent
- Michel Garland : L'aviateur anglais
- Pierre Barouh : Le résistant poète
- Charles Lavialle : Un consommateur
- Eugène Apack : Un client de l'épicerie
- Léon Larive : Le père du blessé mécontent
- Jean Moulart : L'amant de la veuve
- Charlotte Ecard : La servante
- Laure Paillette : Une femme du village
- Roger Paschy (sous le nom de Paschel) : Un homme du village
- Pierre Sisser : Un résistant
- Philippe de Revel : Un Allemand
- Jean Franval : Un Allemand

## Autour du film
- Les scènes extérieures du film ont été tournées dans la commune de Beaumont-en-Auge, située à proximité de Pont-l'Évèque, dans le département du Calvados[4].
- Le futur réalisateur Bertrand Blier, fils de l'acteur Bernard Blier, commence sa carrière d'assistant réalisateur pour ce film, auprès de Georges Lautner, poste qu'il gardera pour trois autres films (Le Monocle noir, Le Septième juré et En plein cirage)[5].